# Krosno
Krosno (Libre Ciudad Real de Krosno, en polaco: Królewskie Wolne Miasto Krosno)) es una ciudad y un distrito en Subcarpacia, Polonia con 47,455 habitantes, a 2 de junio de 2009.
Krosno es una ciudad fortificada medieval, una ex Real Ciudad Libre, centro de comercio de tela, lino, lienzo, paño y vino Húngaro. Hasta hace poco era una capital de provincia. En 2009 era una ciudad de mediano tamaño con una población de cincuenta mil habitantes, ocupando el sexto lugar entre las ciudades con las mejores condiciones de vida de Polonia. Este éxito evidente parece comprensible cuando uno mira la historia de la ciudad.

## Geografía
Krosno se encuentra en el río Wisłok. Eslovaquia está a 40 km al sur, y Ucrania a 85 km al este de la ciudad. Se encuentra en el corazón de las Doły (Pits), y su altitud media es de 310 m sobre el mar, habiendo algunas colinas situadas dentro de los límites de la ciudad.
Municipios cercanos son: Korczyna, Krościenko Wyżne, Miejsce Piastowe, Chorkówka, Jedlicze, y Wojaszówka.
Situada en el voivodato de Subcarpacia (desde 1999), anteriormente fue la capital del voivodato de Krosno (1975–1998). Es, a su vez, un distrito (powiat).
Krosno cubre un área de 45 km², y cuenta con siete barrios separados y 5 urbanizaciones. El centro histórico está situado en la confluencia de los ríos Lubatówka y Wisłok (afluente del río San).

## Historia

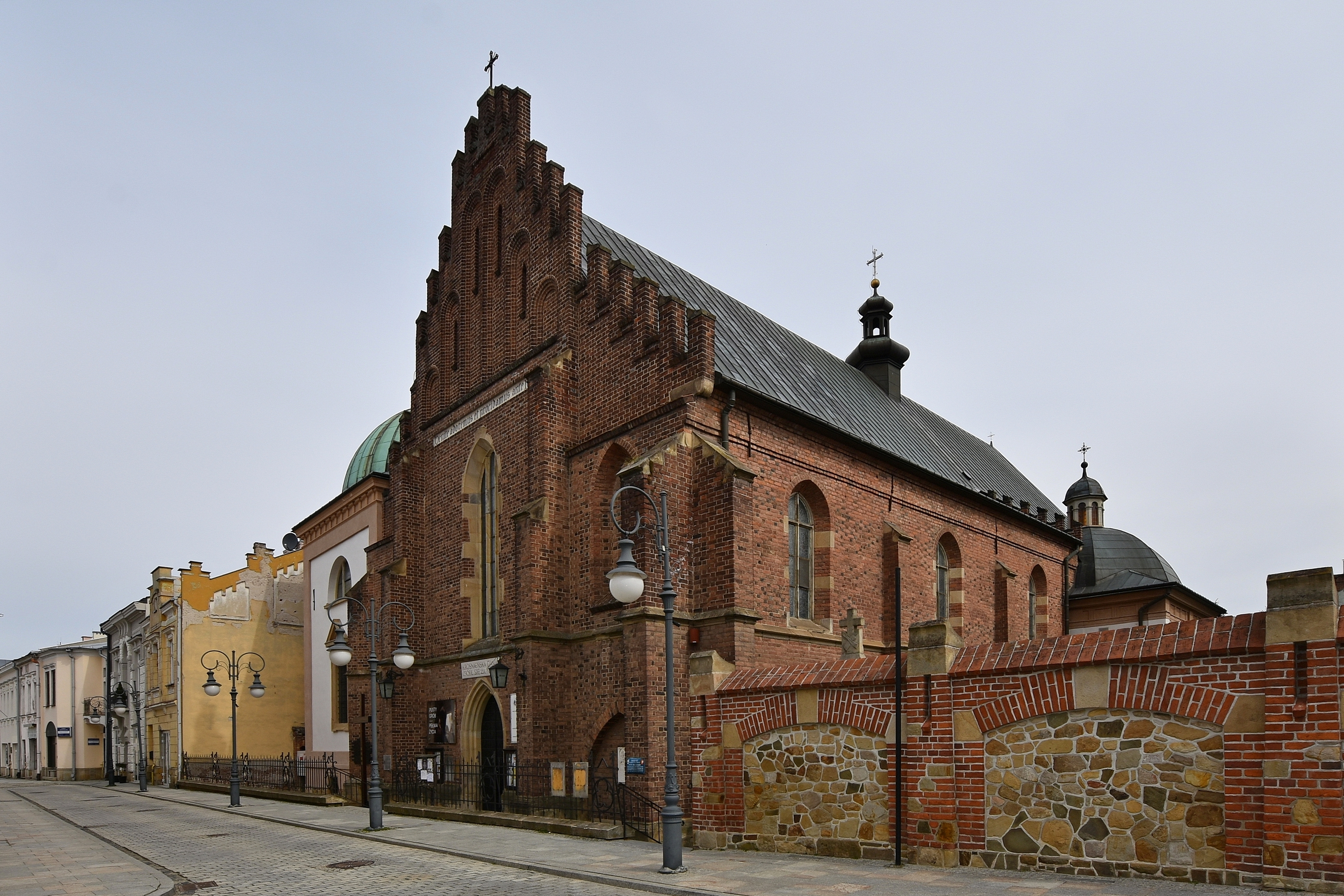
Iglesia franciscana en Krosno.

La primera mención de la ciudad, que nombra Krosno como uno de los 34 estados de Małopolska (Pequeña Polonia) concedido por el Obispado de Lubusz, aparece en un documento firmado por Leszek II el Negro, duque de Cracovia, en 1282. Sin embargo, los más antiguos vestigios de asentamientos en la confluencia de los ríos Wisłok y Lubatówka, encontrados durante investigaciones arqueológicas, se remontan a los siglos X y XI.
Hoy en día es difícil determinar con claridad la etimología del topónimo de Krosno. Los estudiosos dan varias versiones que explican el origen del nombre. Algunos investigadores pensaron que el nombre está conectado con "telar" (en Polaco: "krosno"), mientras que otros se remontan a "pustulas", "granos" o "estar lleno de granos" (en Polaco: "krosta", "krostowatość"), que al parecer refleja la forma irregular de la zona donde se fundó el primer asentamiento. La idea finalmente adoptada es que el nombre polaco original se perdió y que el actual es el resultado de la transformación de la voz alemana "Krossen". (ver: Walddeutsche)
La fecha de la carta fundacional de la ciudad se desconoce, aunque se puede suponer que el más antiguo documento conservado, de Casimiro el Grande, que data de 1367, en relación con la venta de la concejalía de Krosno, se inspiró en un acta de fundación anterior. Por lo tanto, supuestamente a mediados del siglo XIV, el rey Casimiro habría transformado Krosno de un asentamiento a un pueblo de acuerdo al Derecho de Magdeburgo atrayendo por tanto a numerosos grupos de colonos alemanes.
Krosno, una ciudad real desde su origen, utiliza el escudo de armas de los Piasts de Kujawy (mitad águila y mitad león con una corona sobre sus cabezas) y, debido a su fundación real, fue rodeada de una muralla defensiva durante el siglo XIV. Bajo el rey Casimiro III el Grande las fortificaciones de piedra comenzaron a construirse rodeando la colina. Pero no fue hasta el reinado de Ladislao Jagellón que las fortificaciones fueron completadas en toda su longitud. Dos puertas daban a la ciudad: una hacia Hungría en el sureste y otra hacia Cracovia en el noroeste. La bien fortificada y segura ciudad reunió condiciones perfectas para el desarrollo de la artesanía y el comercio. Los estatutos del gremio de carniceros eran conocidos ya en 1403 y a mediados del siglo XV se constituyeron los gremios de panaderos, zapateros, sastres, herreros, así como pañeros y bataneros. Krosno se convirtió en un importante centro de producción de tela y fustán.
La ciudad medieval contaba con abastecimiento de agua y sistema de alcantarillado, lo cual es evidencia de su importancia y la riqueza de sus habitantes. El privilegio concedido por el rey Casimiro IV Jagellón en 1461 muestra que Krosno, junto a Cracovia y Lwów, fue la tercera ciudad del Reino de Polonia con dichas instalaciones. Las investigaciones arqueológicas realizadas recientemente, basadas en métodos dendrocronológicos, permitió a los estudiosos establecer la fecha de su instalación a mediados del siglo XIV. La línea principal cubría la totalidad del agua de abastecimiento y alcantarillado. De la investigación realizada por arqueólogos de Krosno se concluye que el sistema se utilizó hasta principios del siglo XIX.

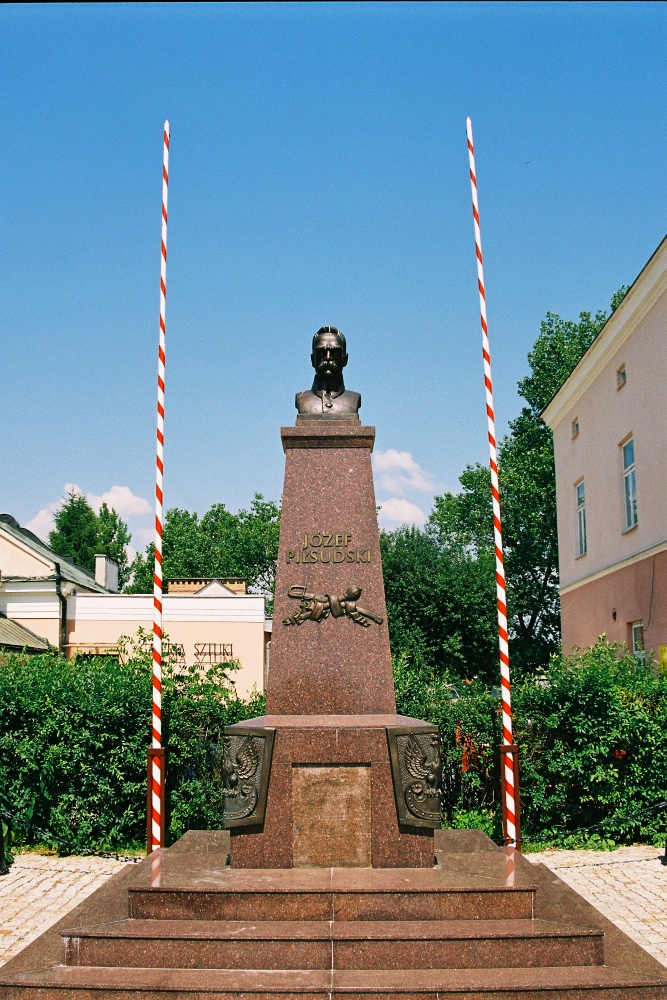
Monumento a Józef Piłsudski.

El siglo XV significó el inicio del desarrollo del comercio de Krosno. Además del comercio local, durante las ferias semanales de los lunes la ciudad participó en una importación y exportación y comercio de tránsito de gran escala. Las principales rutas comerciales daban a Rutenia Roja, Hungría y los países del sur de Europa. Las mayores transacciones se hicieron durante las ferias anuales llevadas a cabo tres veces al año. El comercio local incluía principalmente telas, bayetas, caballos, ganado, objetos de cobre y los productos importados de cobre y hierro, y obviamente, vinos de Hungría, con los que varias familias de comerciantes de Krosno hicieron fortuna. Los primeros judíos en establecerse en Krosno fueron los hermanos Nejemia y Lazar de Ratisbona, Alemania, que recibieron permisos especiales del rey de Polonia, Vladislao Jagellón en el siglo XV.
A pesar de los desastres naturales (inundaciones en 1497, el incendio de un suburbio en 1474 y de la ciudad en 1500), las incursiones de las tropas de Thomas Tarczay (1473 y 1474), la peste, que dejó casi despoblada la ciudad, el siglo XVI fue el más favorable para el desarrollo de Krosno. La ciudad tenía sus propias batanerias, fábricas de ladrillos, molinos, baños municipales, disfrutaron de privilegio real para la explotación de canteras, derecho de almacenamiento de productos básicos así como cámara de costumbres. Los altos estándares de vida en Krosno llamada por aquel entonces parva Cracovia, se debieron en parte a la actividad de la escuela de la parroquia local. En los años 1400-1600 173 nativos de Krosno estudiaron en la Academia de Cracovia, como se evidencia en las entradas de los álbumes de estudios.
Krosno en el siglo XVI era famosa no solo por la riqueza, frugalidad y variedad de contactos comerciales de sus habitantes. También fue una de las ciudades más pobladas de la provincia de Pequeña Polonia: la población se estima en torno a los 4 mil. La figura de Krosno se incluyó en la obra de J. Braun and F. Hoghenberg titulada ‘los Pueblos del Mundo’, publicada en Colonia en 1617 o en el trabajo de Andreas Cellarius titulado Regin Poloniae Magnique Ducatus Lithuaniae omniumque regionum subiectorum novissima descriptio, publicado en Ámsterdam en 1659.
A principios del siglo XVII había alrededor de 11 gremios en las que los artesanos representaban el 79% de la producción y los comercios de servicios se asociaron. Aparte de las especialidades tradicionales relacionadas con las funciones básicas de la ciudad también había orfebres, pintores, cardadores, armeros, zapateros, curtidores, fabricantes de violines y caldereros. Pero fue el comercio el que proveía a la ciudad de mayores ingresos, tanto el intercambio de bienes como los servicios a los mercaderes visitantes. Empleados locales, escribas, hosteleros, cerveceros, e incluso gente del pueblo ofrecía alojamiento y hacían que tiendas y bodegas tuviesen grandes ganancias. Se entregaron grandes donaciones a los clérigos para cubrir gastos de la iglesia. En este momento muchos comerciantes húngaros se asentaron en Krosno, principalmente los que comerciaban con vino. Los escoceses, especializados en el comercio a gran escala, también llegaron para quedarse, siendo el más destacado de ellos Wojciech (Adalberto) Portius. También hubo armenios y rutenos de Lwów, pero el grupo más numeroso fue el de comerciantes judíos, a pesar de tener Krosno el privilegio de ‘non tolerandis Judeis’, que restringía a los judíos la residencia y el comercio dentro de las murallas de la ciudad. Comerciantes judíos de las cercanas Korczyna, Rymanów o Dukla fueron frecuentemente encarcelados y confiscadas sus mercancías por tratar de entrar en Krosno.
La mitad del siglo XVII fue testigo del comienzo de la pérdida gradual de la posición anterior de la ciudad. Los desastres naturales, incursiones de tropas suecas, transilvanas, y tártaras, pestes y requisaciones por la guerra llevaron a Krosno a un estado de desesperación a finales del siglo XVII. En el momento de la partición de Polonia, y bajo dominación austriaca, la ciudad una vez rica e importante, experimento un periodo de severo empobrecimiento. Se convirtió en uno de los muchos pequeños pueblos del Reino de Galitzia y Lodomeria. El tejido era la única artesanía que gozaba de prosperidad en ese momento. Grandes plantaciones de lino y cáñamo daban trabajo a numerosas hilanderías cerca de Krosno. Korczyna y Kombornia fueron los principales centros de esta industria, pero había miles de hilanderías caseras cercanas a Krosno.

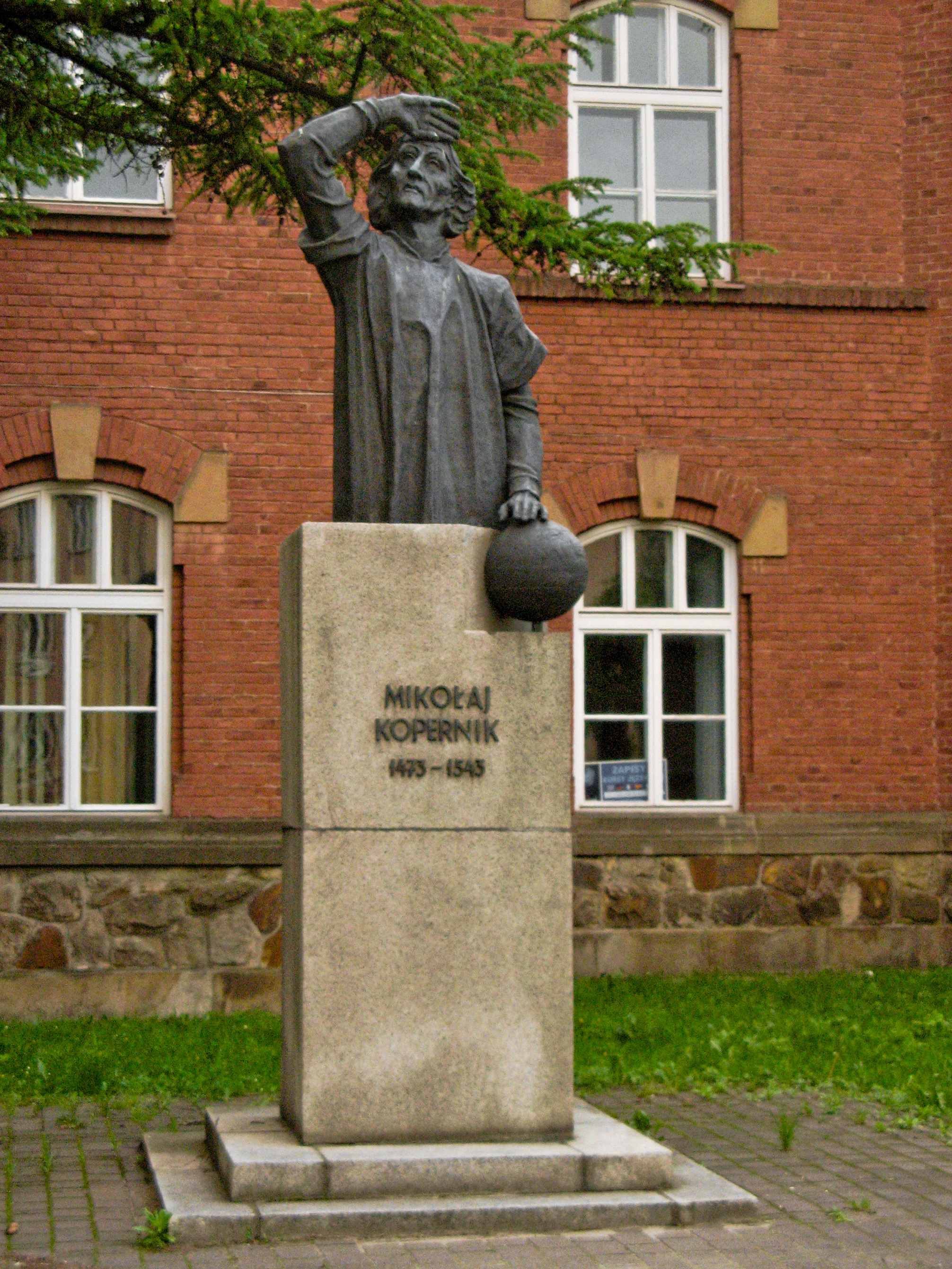
Monumento a Mikołaj Kopernik.

No fue hasta mediados del siglo XIX, desde el periodo de la autonomía de Galitzia en 1867 hasta el estallido de la Primera Guerra Mundial, que Krosno comenzó a levantarse de la caída. El nacimiento de la industria del petróleo en Polonia sin duda contribuyó al notable y rápido incremento de la importancia de la ciudad. La primera compañía petrolera iniciada por Ignacy Łukasiewicz, Tytus Trzecielski y Karol Klobassa en 1856 y la refinería erigida en Chorkówka causó una gradual entrada de capital extranjero. Como resultado de la nueva división administrativa el distrito de Krosno (powiat) fue establecido, y en 1867 Krosno se convirtió en la sede de las oficinas de las autoridades del distrito (starostwo). A inicios del siglo XX muchas sociedades, escuelas e instituciones se establecieron en la ciudad: Loan Society, Nation-Wide Weaving School, Teacher Training School, Real Secondary School, "Zgoda" (Accord) Townspeople's Society, "Sokół" (Falcon) Gymnastic Society, Bleach and Finish Plant, una refinería de petróleo, the First Domestic Factory of Tower Clocks. Este estado de relativo progreso duro hasta el estallido de la Guerra Mundial.
Durante la guerra Krosno sufrió graves daños. Los habitantes de la ciudad, bombardeada y saqueada en varias ocasiones, sufrieron tanto ataques de las tropas austriacas como zaristas. En el período de entreguerras Krosno evolucionó poco a poco en un importante centro industrial: una licencia se expidió para establecer una planta de transformación de lino, en 1920 fue creada la Fábrica de Vidrio de Polonia, la Joint-Stock Company fue creada en 1928, comenzó la construcción de un aeródromo y la escuela de aviación se trasladó a Krosno desde Bydgoszcz, en la década de 1930 se levantaron los hangares. El próspero desarrollo de Krosno fue interrumpido por la Segunda Guerra Mundial. La maquinaria y el equipamiento de la fábrica de vidrio, la refinería y la planta de transformación de lino fueron saqueados o devastados. La industria de Krosno se arruinó por completo.
En septiembre de 1944, casi inmediatamente después de la liberación, comenzó la reconstrucción de la industria, destruida durante la guerra. La fábrica de vidrio y la planta de lino se pusieron en funcionamiento. Más adelante, cuando los avances en la investigación geológica permitieron la perforación del petróleo, se crearon "Polmo" Shock Absorbers Factory y Transport and Aircraft Equipment Factory (WSK). La industria petrolera ha sido y sigue siendo de gran importancia para la ciudad. Oil Industry Engineering Institute, "Naftomet" Oil Drilling Equipment Factory, Oil Drilling Establishment and "Naftomontaż" enterprise (montaje de equipos de perforación en yacimientos petrolíferos) son organizaciones que siguen la tradición de la industria petrolera de la región.

## Educación
- Panstwowa Wyzsza Szkoła Zawodowa en Krosno
- Wyzsza Szkoła Informatyki i Zarzadzania en Rzeszów, sucursal en Krosno

## Política
La circunscripción de Krosno incluye varias otras ciudades más pequeñas.

## Deporte y cultura
Varios eventos culturales y deportivos a escala local, nacional e internacional se llevan a cabo en la ciudad. la cultura es celebrada en los Días de la Música de Krosno, los Encuentros teatrales, el Musical de Primavera, la Feria de Krosno, el Festival de Galicia, representaciones de teatro infantil, los festivales de canciones de excursionistas y poesía cantada, el "Kontakt" Euro-Feria Regional, los conciertos Euro-Regionales "Soli Deo Gloria" de Villancicos de Navidad. Cada dos años Krosno alberga la Bienal Nacional de Fotografía "Krosno - Pueblo y Gente", la Bienal Internacional de Tapices de lino artísticos "Z Krosna do Krosna", la Bienal de Krosno de Artes Plásticas. Aficionados de los deportes acuden en masa a los torneos internacionales de voleibol y baloncesto organizados anualmente, al Concurso Internacional de Vuelo en Globo por la Montaña, o el Torneo Nacional de Bailes de Salón para la Copa Podkarpacie. La banda Decapitated proviene de Krosno.
- Karpaty Krosno - un equipo de fútbol.
- KSM Krosno - El equipo de Speedway.
- UKS Krosno - Ciclo de Speedway.

## Economía
Krosno está localizado en una región petrolifera. El aceite en crudo superficial se utilizaba a nivel local en las lámparas ya en el siglo XVI. En el siglo XIX Ignacy Łukasiewicz un farmacéutico local comenzó la explotación de los yacimientos de pozos excavados a mano, años antes de la perforación de Titusville (Pensilvania) que generalmente se dice que es el comienzo de la explotación petrolera moderna.
Una de las cosas por las que Krosno es bien conocida es por la calidad del material de vidrio y cristal que se produce en la ciudad, que se distribuye en todo el mundo.

## Personalidades
- Seweryn Bieszczad - Pintor.
- Decapitated - Banda de death metal.
- Władysław Gomułka - Secretario general del Partido Obrero Unificado Polaco.
- Paweł Przytocki - Director de orquesta.

## Ciudades hermanadas
Krosno está hermanada con:
- Edewecht, en Alemania, desde 1996.[5]
- Sátoraljaújhely, en Hungría, desde 2006.[5]
- Zalaegerszeg, en Hungría, desde 2000.[5]
- Uzhhorod, en Ucrania, desde 2008.[5]
- Sárospatak, en Hungría, desde 2007.[5]
- Uherské Hradiště, en la República Checa, desde 2009.
- Košice, en Eslovaquia, desde 2009.

## Galería

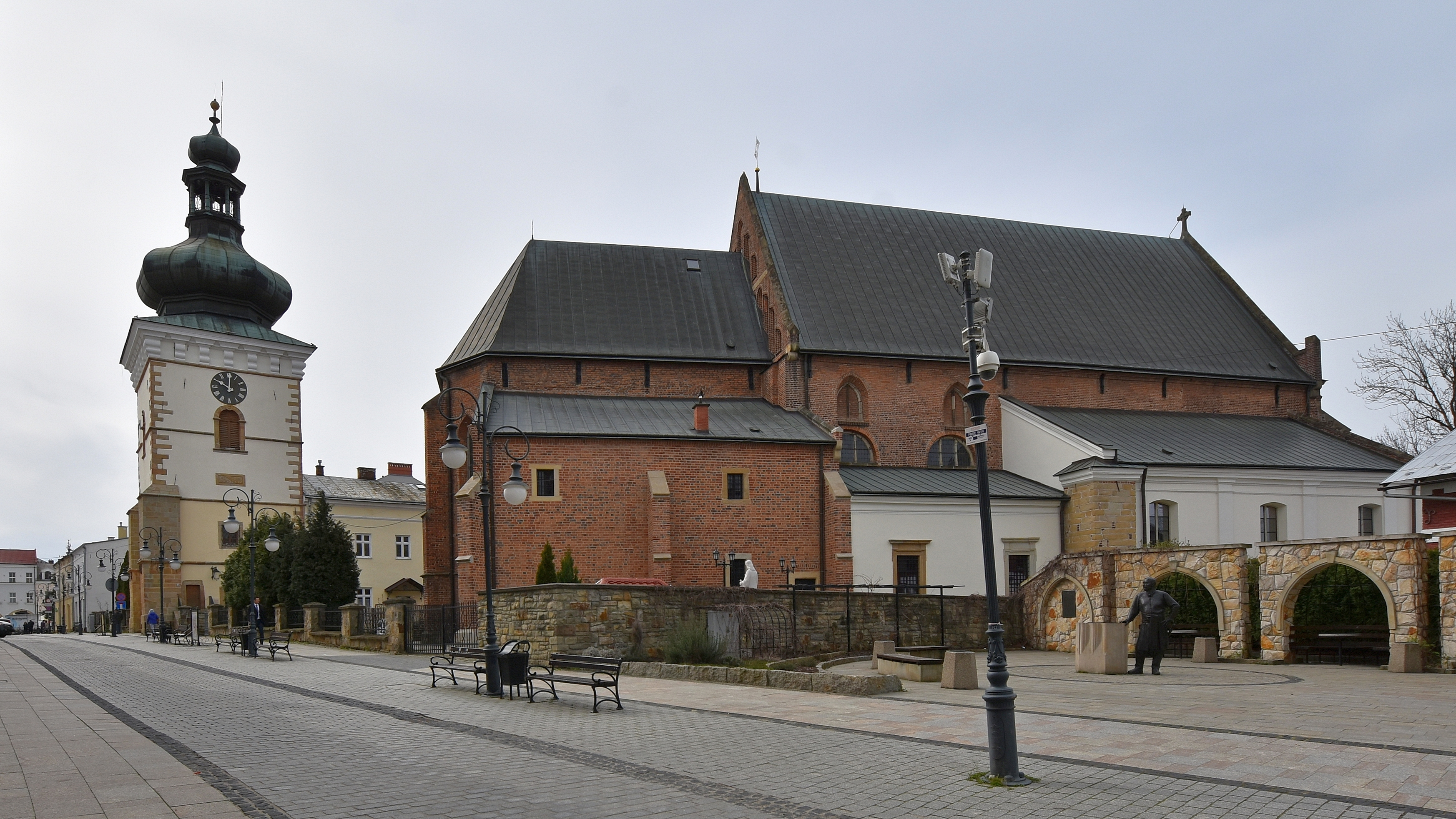
Iglesia Fara
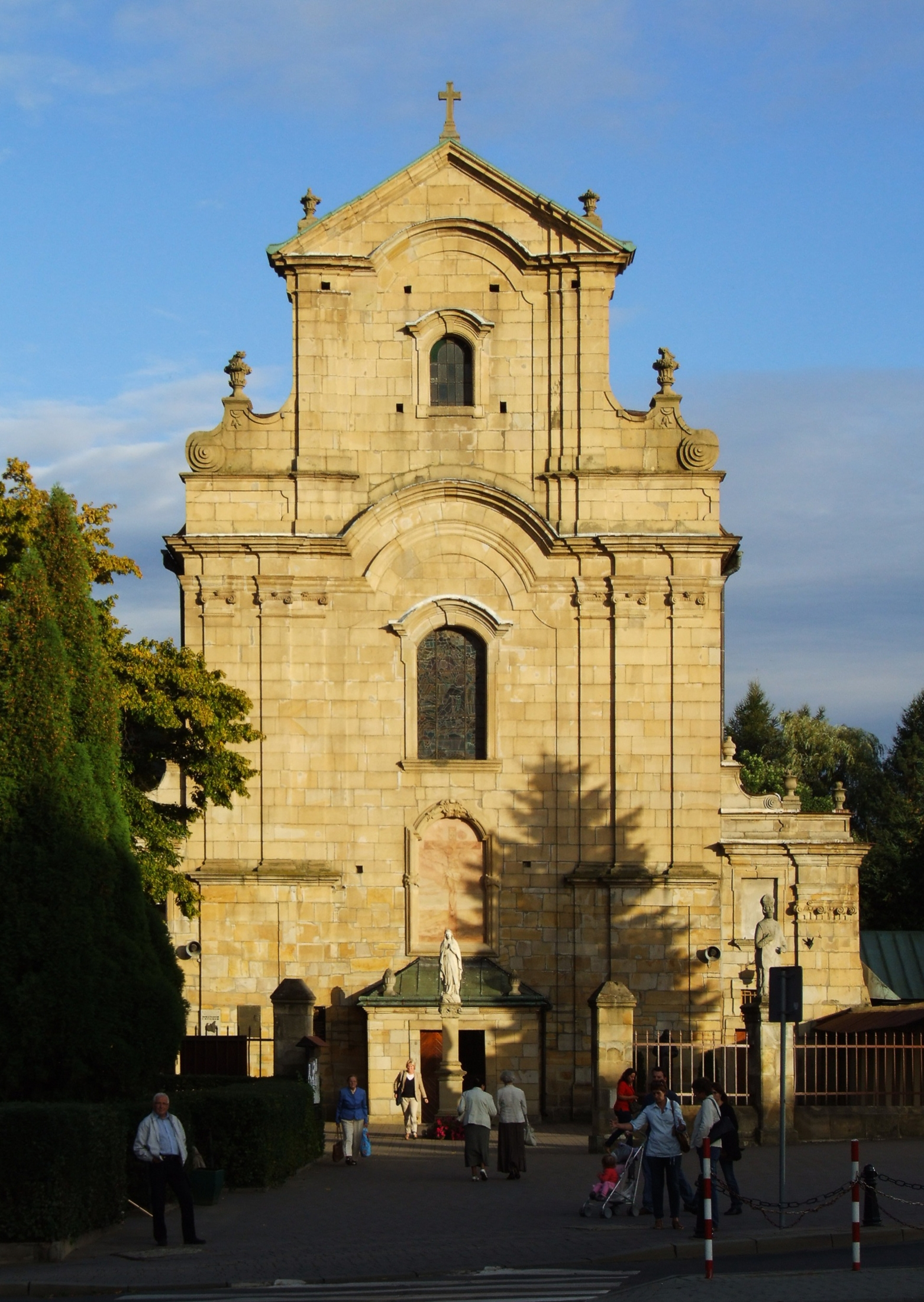
Skete de los Capuchinos
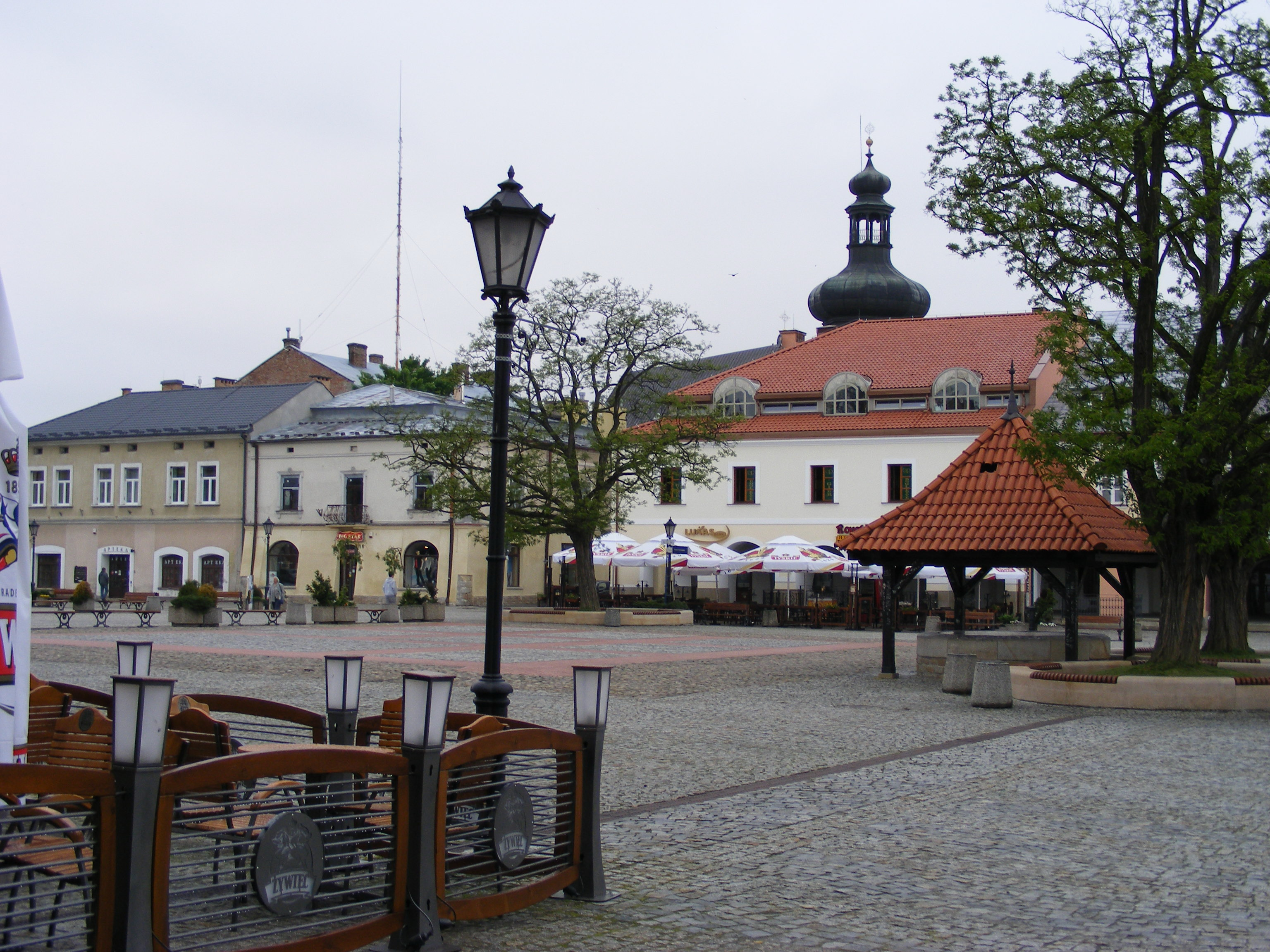
Plaza